# Leptospermum trinervium
Leptospermum trinervium är en myrtenväxtart som först beskrevs av James Edward Smith, och fick sitt nu gällande namn av Joy Thomps.. Leptospermum trinervium ingår i släktet Leptospermum och familjen myrtenväxter. Inga underarter finns listade i Catalogue of Life.